# Eremiten-Triptychon
Das Eremiten-Triptychon, auch genannt Eremitenaltar, ist ein Triptychon des niederländischen Malers Hieronymus Bosch. Die Forschung geht aufgrund von dendrochronologischen Untersuchungen von einer Entstehung um 1493 aus. Es befindet sich in den Gallerie dell’Accademia in Venedig.
Daten
Die drei Tafeln haben die Maße 85,4 × 29,2 cm, 85,7 × 60,0 cm, 85,7 × 28,9 cm.
Das nicht datierte Bild ist auf der mittleren Tafel in Frakturschrift signiert mit Jheronimus bosch.
Bilder auf den Rückseiten der beiden Flügel sind nicht erhalten.
Auf den drei Tafeln sind drei christliche Einsiedler dargestellt: In der Mitte der Namenspatron von Bosch, der Kirchenvater Hieronymus, links Antonius der Große und rechts der heilige Ägidius.

## Beschreibung
Das mittlere Bild des Triptychons zeigt den Namenspatron von Bosch, den Kirchenvater Hieronymus als Einsiedler in der Wüste. Die Einsiedelei befindet sich inmitten von Ruinen in einer bizarr-felsigen Landschaft mit Teich, wenigen, verkrüppelten Bäumen und einer Reihe von Tieren: Vögel, Reptilien, eine Kellerassel, ein sonderbar-grotesker Fisch auf einem Baum und einige wenige Säugetiere.
Hieronymus kniet vor einem apsisartigen Bauwerk, sein ausgemergelter, nackter Körper ist in einen blassroten Mantel gehüllt, ein Kardinalshut liegt ganz in der Nähe. In der linken Hand hält er ein Kruzifix, mit dem Stein in der Rechten schlägt er an seine Brust. Kardinalsinsignien und Stein sind ikonografische Attribute des Hieronymus, während der Löwe als sein üblicher Begleiter fehlt. Das Bauwerk ist u. a. mit einem Relief von Judith und Holofernes dekoriert. In der mittelalterlichen Typologie ist Judith die Präfiguration  Marias als Überwinderin des Bösen. Auf dem rätselhaften Bild auf der seitlichen Basis der Apsis kriecht ein nackter Mann mit einem Stock im After in einen Bienenkorb. Auf dem Stock hockt eine Eule. In der Ikonografie hat die  Eule ambivalente Bedeutungen. Einerseits ist sie ein Symbol der Weisheit, andererseits gilt sie als Unglücksbote. Als Nachttier scheut sie das Licht, sie ist Begleiterin der Hexen und kündigt als Unglücksbotin Brände oder den Tod an.
Thema des linken Seitenflügels sind Die Versuchungen des heiligen Antonius. Antonius im schwarzen Mönchshabit stützt sich auf seinen Stab, der die Form eines Antoniuskreuzes hat. Es ist Nacht, und Antonius, der mit einem Krug Wasser aus dem Fluss schöpfen will, wird von monströsen Fabelwesen belästigt. Ein Vorhang, der über einen abgestorbenen Baum am Flussufer geworfen ist, gibt den Blick frei auf eine nackte Frau, die in der Pose einer Venus pudica dargestellt ist. Nach der Legende wurde Antonius am Fluss durch die badende nackte Königin überrascht. 
Im Hintergrund brennen Feuer: Antonius ist der Heilige, der vor Feuersbrünsten schützt und der bei Antoniusfeuer angerufen wird.
Die rechte Seitentafel erzählt ein Ereignis aus dem Leben des Eremiten Ägidius, wie es in der Legenda aurea berichtet wird. Ägidius lebte in einer Höhle in Gesellschaft einer Hirschkuh, die ihn mit ihrer Milch ernährte. Ein auf das Tier gerichteter Pfeil traf versehentlich den Eremiten und verursachte eine Wunde, die nie heilte. Bosch stellt Ägidius, der mit einer schwarzen Mönchskutte bekleidet ist, in dem Moment dar, als ihn der Pfeil in die Brust trifft.
Dargestellt ist eine Felsenlandschaft mit einem Waldstück und Vögeln unter einem heiteren Himmel. Allein die vor der Höhle verstreuten Tierknochen und Körperteile eines Wildschweins, an denen sich eine Krähe zu schaffen macht, weisen hin auf Vergänglichkeit und Tod.
Ägidius ist einer der Vierzehn Nothelfer und gehört zu den populären Pestheiligen, die während der europäischen Pestepidemien, die auch die Niederlande vom 14. bis ins 16. Jahrhundert immer wieder heimgesucht haben, angerufen wurde.

## Geschichte
Das Triptychon wird zum ersten Mal in Zanettis Della pittura Veneziana von 1771 erwähnt, als es in der Sala dei tre Capi del Consiglio dei Dieci im Dogenpalast vorhanden war. Nach dem Fall der Republik und unter der Herrschaft Österreichs wurde es 1838 nach Wien in die Kaiserliche Galerie gebracht und gelangte 1893 in das Kunsthistorische Museum in Wien. 1919 kehrte es nach Venedig zurück und wurde wieder in den Dogenpalast gebracht. Nach seiner Reinigung und Restaurierung im Kontext des Bosch Research and Conservation Projects befindet es sich heute in den Gallerie dell’Accademia in Venedig.

## Ausstellungen
1958 wurde das Eremiten-Triptychon in der Ausstellung Middeleeuwse kunst der Noordelijke Nederlanden im Rijksmuseum Amsterdam gezeigt.
Es war zusammen mit den beiden Bildern Visionen von Jenseits (1500/1503) und Triptychon der Heiligen Julia (1510), die ebenfalls ursprünglich aus dem Dogenpalast stammen, Teil der Ausstellung Hieronymus Bosch im Palazzo Grimani in Venedig im Jahr 2010.
Es wurde 2016 mit drei weiteren Werken Boschs aus Venedig in der großen Bosch-Übersichtsausstellung im Noordbrabants Museum in ’s-Hertogenbosch ausgestellt.